# Лот (единица измерения)
Лот — дометрическая единица измерения массы (в России использовалась во второй половине XVIII — начале XX веков), равная 1⁄32 фунта или 3 золотникам или 288 долям или 12,79725 граммам.
На первых марках России и Польского королевства номиналы указаны для массы в 1 лот (10 копеек за 1 лот, 20 копеек за 2 лота, 30 копеек за 3 лота). 
Эта единица применялась и в других странах Европы. При этом лот равнялся 1⁄16 части марки, то есть размер лота зависел от веса (массы) марки; в частности, лот широко применялся при определении почтового сбора в зависимости от веса корреспонденции.
Лот ранее являлся мерой содержания благородных металлов (обычно серебра) в сплаве или изделии по лотовой системе проб.